# Dušan Tóth
Dušan Tóth (* 8. února 1971 Želiezovce) je bývalý slovenský fotbalista. Po skončení aktivní kariéry působí jako trenér.

## Fotbalová kariéra
Začínal v Plavých Vozokanech. V československé hrál za Duklu Banská Bystrica. Nastoupil v 11 ligových utkáních. Gól v československé lize nedal. Ve slovenské lize hrál za Duklu Banská Bystrica a 1. FC Košice, nastoupil ve 187 ligových utkáních a dal 11 gólů. Vítěz slovenské ligy 1996/97 a 1997/98 s 1. FC Košice. Vítěz Slovenského poháru 1997. Za reprezentaci Slovenska nastoupil v 5 utkáních. V Lize mistrů UEFA nastoupil ve 4 utkáních a dal 1 gól a v Evropské lize UEFA nastoupil v 1 utkání.

## Ligová bilance
| Ročník                                   | Zápasy | Góly | Klub                     |
| ---------------------------------------- | ------ | ---- | ------------------------ |
| 1. československá fotbalová liga 1990/91 | 9      | 0    | Dukla Banská Bystrica    |
| 1. československá fotbalová liga 1991/92 | 2      | 0    | Dukla Banská Bystrica    |
| 1. slovenská fotbalová liga 1993/94      | 28     | 2    | FK Dukla Banská Bystrica |
| 1. slovenská fotbalová liga 1994/95      | 29     | 0    | FK Dukla Banská Bystrica |
| 1. slovenská fotbalová liga 1995/96      | 27     | 5    | FK Dukla Banská Bystrica |
| 1. slovenská fotbalová liga 1996/97      | 23     | 1    | 1. FC Košice             |
| Mars superliga 1997/98                   | 24     | 1    | 1. FC Košice             |
| Mars superliga 1998/99                   | 22     | 1    | 1. FC Košice             |
| Mars superliga 1999/00                   | 8      | 1    | 1. FC Košice             |
| Corgoň liga 2003/04                      | 21     | 0    | FK Dukla Banská Bystrica |
| Corgoň liga 2004/05                      | 5      | 0    | FK Dukla Banská Bystrica |
| CELKEM 1. liga                           | 198    | 11   |                          |

## Trenérská kariéra
- 2006 FK Dukla Banská Bystrica
- 2010 FK Dukla Banská Bystrica – asistent